# 平寇県
平寇県（へいこう-けん）は中華人民共和国山西省にかつて存在した県。現在の忻州市南西部に相当する。
南北朝時代、東魏により設置された。隋代に廃止されている。